# ساعت گیج زمان
ساعت گیج زمان فیلمی تلویزیونی به کارگردانی فرزاد موتمن در سال ۱۳۸۸ است.در این فیلم بازیگرانی مانند پریوش نظریه، شمسی فضل الهی و مهدی فقیه بازی کرده‌اند.

## خلاصه داستان
سایه که به غیر از پیشرفت در کارش به چیز دیگری نمی‌اندیشد، در پی اتفاقی که رخ می‌دهد  قصد جدایی از همسرش را دارد. به یکباره چند روز برایش مکررا تکرار می‌شود. او بالاخره متوجه اشتباهاتش می‌شود و دست از لجاجت و جدایی از همسرش برمی‌دارد.